# Robert S. McMillan
Robert S. McMillan es un astrónomo de la Universidad de Arizona que dirige el proyecto Spacewatch. Dicho proyecto estudia los planetas menores, incluyendo también varios tipos de asteroides y de cometas (o sea lo que en definitiva se llaman cuerpos menores del sistema solar). En ese marco, el mencionado astrónomo hizo varios descubrimientos y estudios, entre los cuales se destaca (20000) Varuna descubierto por el propio McMillan el 28 de noviembre de 2000.
En su honor y por su mérito, llevan su nombre el asteroide (2289) McMillan (descubierto el 24 de septiembre de 1960 por Cornelis Johannes van Houten) así como el cometa de corto período 208P/McMillan (además conocido como 208P/2008 U1 McMillan y que tiene un período de 8,1 años), puesto que este último también lo descubrió el propio McMillan el 19 de octubre de 2008.
Pero uno de los descubrimientos de McMillan que ha dando mucho que hablar en el año 2011, es el de una gigantesca roca espacial llamada 2011 YU55.

## Perfil profesional

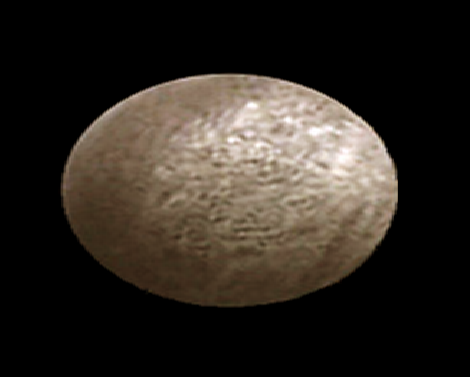
Concepción artística de (20000) Varuna como un elipsoide.

McMillan obtuvo su doctorado (Ph.D.) en 1977, en la Universidad de Texas, en Austin, Texas.
El estudio y la supervisión de los cuerpos menores que en algún momento se acercan a nuestro planeta azul, por cierto tiene gran importancia científica y logística, ya que este tipo de astros en el pasado han impactado sobre nuestro mundo, y este fenómeno podría llegar a repetirse. Conviene pues estar alertas, predecir lo que puede llegar a pasar, y si se descubren situaciones peligrosas para la vida en nuestro planeta y para nosotros mismos, implementar algún tipo de plan de contingencia.